# Aichmophobie
L'aichmophobie (ou achmophobie) est un type de phobie spécifique, désignant la peur morbide des objets pointus et/ou coupants. Le terme est dérivé du grec ancien αἰχμή {pointe de javelot, lance, pointe d'un trait} et φόβος {peur, crainte}.
Outre les couteaux ou les aiguilles, cette phobie peut concerner des situations diverses telles que les crayons, l'extrémité pointue d'un parapluie ou même un doigt qui pointe.
Souvent ce terme, ou celui de bélonéphobie (du grec ancien βελόνη, aiguille, pointe), est utilisé pour désigner ce qui est appelé trypanophobie, la peur forte et irrationnelle des procédures médicales impliquant les injections ou les aiguilles hypodermiques.

## Développement
Le cerveau est composé de plusieurs parties. Chaque section cérébrale contrôle plusieurs fonctions du corps de ce qui est entendu, aperçu et évidemment pensé. La peur est contrôlée par l'amygdale.
Les peurs peuvent être apprises, comme il a été prouvé par Ivan Pavlov dans ses études avec ses chiens. Dans son étude, Pavlov découvre que les humains et animaux peuvent être entraînés/conditionnés à montrer un certain comportement lors de la présence de stimuli spécifiques. Il apprend à ses chiens à saliver lorsqu'ils entendent le son d'une cloche.
Un psychologue nommé John B. Watson a fait une étude similaire impliquant un bébé. Dans son étude, il conditionne un bébé du nom de “Petit Albert” à avoir peur d'une souris blanche. Watson place plusieurs fois la souris à côté de l'enfant et fait un bruit assourdissant. À la fin, le bébé avait peur de la souris avant même d'entendre le son.
Les peurs peuvent également être de nature biologique. La psychologie évolutionniste explique que les comportements acquis des ancêtres (qu'ils soient humains ou non) se sont étendus de génération en génération.

## Traitement
L'hypnothérapie, un mélange d'hypnose et de thérapie pourrait être utile. Si l'aichmophobie a été causée par un facteur environnemental, cela pourrait être utile. L'hypnose est un moyen clé pour soigner le patient. Cette hypnose permet au sujet de se détendre et de découvrir par la suite le problème, aidant ainsi le patient à guérir de sa phobie.
Le contre-conditionnement, le fait de connaître et contrer la peur, peut également servir.